# 파트리초 살라
파트리초 살라(이탈리아어: Patrizio Sala paˈtrittsjo ˈsaːla[*], 롬바르디아 주 벨루스코 ~)는 이탈리아의 전 축구 감독이자 선수로, 현역 시절 미드필더로 활약했다.

## 클럽 경력

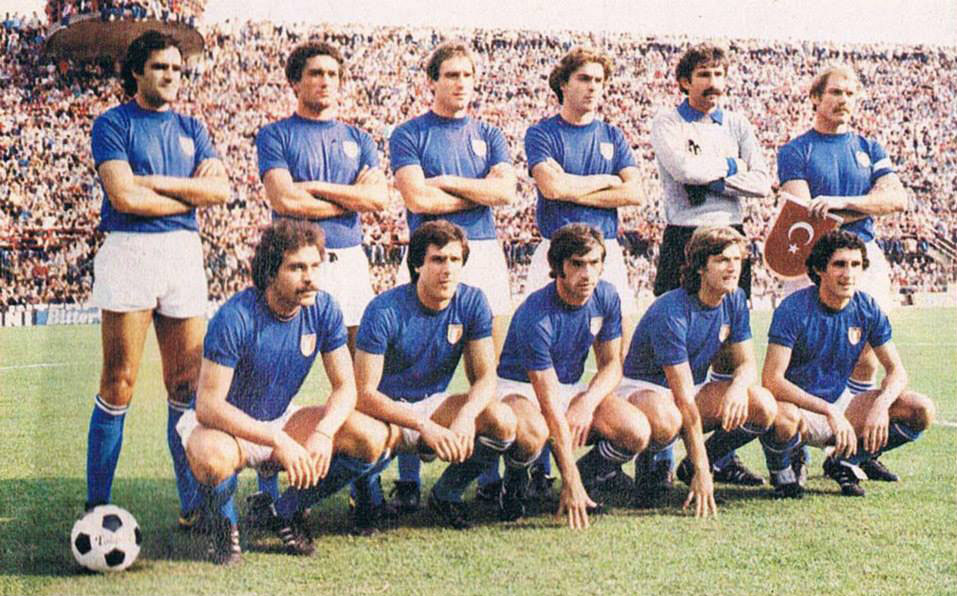
1978년, 이탈리아 국가대표팀의 살라(앞줄 맨 오른쪽)

살라는 롬바르디아 주 벨루스코 출신이다. 현역 시절, 그는 세리에 A의 토리노(1975–1981), 삼프도리아(1981–1982), 피오렌티나(1982–1984), 피사(1983–1984), 체세나(1984–1988), 그리고 파르마(1987–1989)에서 활동했고, 하부 리그의 몬차(1973–1975)와 솔비아테세(1989–1990)에서도 활동했다. 그는 1976년에 토리노 소속으로 세리에 A 우승을 달성했다.

## 국가대표팀 경력
살라는 이탈리아 국가대표팀 일원으로 1976년부터 1980년까지 자국을 대표로 8경기 출전했다. 그는 엔초 베아르초트호의 일원으로 1978년 월드컵에 이탈리아 선수단 일원으로 승선해 1경기를 출전했고, 이탈리아는 대회를 4위로 마감했다.

## 수상
몬차
- 코파 이탈리아 세미프로페시오날리스티: 1973–74, 1974–75

토리노
- 세리에 A: 1975–76